# 李子奇 (三原舉人)
李子奇（1568年—？），字汝器，號涵臺，陕西西安府三原縣民籍，明朝政治人物。

## 生平
西安府學增廣生，習《易经》，萬曆二十二年（1594年）甲午科陕西鄉試第六名舉人。

## 家族
曾祖李景雲；祖父李增會，壽官；父李希懋，大使。母周氏。兄李子芳（同科解元）。

## 引用
1. ↑  张朝瑞. . 《续修四库全书》史部第828册.
2. ↑  鲁小俊，江俊伟. . 武汉: 武汉大学出版社. 2009. ISBN 978-7-307-07043-1.
3. ↑  龚延明主编 (编). . 宁波: 宁波出版社. 2016. ISBN 978-7-5526-2320-8. 《天一閣藏明代科舉錄選刊.鄉試錄》之《萬曆二十二年陕西鄉試録》

- 《三原县志》
- 《陕西通志》
- 《萬曆二十二年陕西鄉試録》